# Janne Lahti
Janne Lahti (ur. 20 lipca 1982 w Riihimäki) – fiński hokeista, reprezentant Finlandii.

## Kariera
- HPK U18 (1998-2000)
- HPK U20 (2000-2000)
- HPK (2001-2007)
  -  Haukat (2004)
- Hamilton Bulldogs (2007-2008)
- Jokerit (2008-2012)
- Ak Bars Kazań (2012)
- Amur Chabarowsk (2012-2013)
- Jokerit (2013-2014)
- Lukko (2014-2016)
- HPK (2016-2019)

Wychowanek klubu Nikkarit. Od sierpnia 2012 gracz Ak Barsu Kazań. Od drugiej połowy listopada 2012 zawodnik Amuru Chabarowsk. Od sierpnia 2013 ponownie zawodnik Jokeritu. Od kwietnia 2014 zawodnik Lukko. W kwietniu 2016 przeszedł do HPK, z którym w lutym 2016 przedłużył umowę o dwa lata. W kwietniu 2019 ogłosił zakończenie kariery zawodniczej z uwagi na kontuzję.

## Sukcesy
Reprezentacyjne
- Złoty medal mistrzostw świata: 2011

Klubowe
- Brązowy medal mistrzostw Finlandii: 2002, 2003, 2005, 2007 z HPK, 2012 z Jokeritem
- Złoty medal mistrzostw Finlandii: 2006 z HPK
- Finał Pucharu Mistrzów: 2007 z HPK

Indywidualne
- SM-liiga (2006/2007):
  - Pierwsze miejsce w klasyfikacji strzelców w fazie play-off: 8 goli[8]
- SM-liiga (2010/2011):
  - Najlepszy zawodnik miesiąca – styczeń 2011
  - Pierwsze miejsce w klasyfikacji strzelców w sezonie zasadniczym: 37 goli (Trofeum Aarne Honkavaara)[9]
  - Trzecie miejsce w klasyfikacji kanadyjskiej w sezonie zasadniczym: 59 punktów[10]
  - Drugie miejsce w klasyfikacji +/− w sezonie zasadniczym: +29[11]
  - Skład gwiazd sezonu
- Hokejowa Liga Mistrzów (2015/2016):
  - Pierwsze miejsce w klasyfikacji asystentów: 10 asyst